# 市立舞鶴市民病院
市立舞鶴市民病院（しりつまいづるしみんびょういん）は、京都府舞鶴市にある公立病院。1940年に創設された財団法人海仁会病院を元に1947年に開設された。2006年10月より2007年4月まで、兵庫県の愛明会に業務を委託していた。現在は舞鶴市直轄になっている。2014年に舞鶴赤十字病院の隣接地へ移転し、以後は療養型病棟に特化している。
この項目では分院である市立舞鶴市民病院加佐診療所についても記述する。
連続テレビ小説 ええにょぼの舞台となったことでも知られている。

## 診療科
- 内科・リハビリテーション科

## アクセス
- JR西日本舞鶴線西舞鶴駅下車

## 市立舞鶴市民病院加佐診療所
- 所在地：京都府舞鶴市字八田962番地
- 内科・呼吸器内科・消化器内科・神経内科・歯科・整形外科・脳神経外科
- 2012年度より整形外科、脳神経外科を週1回開設。

## 内科医集団退職の経過
2003年、市民病院の累積赤字を理由に抜本的な経費削減を求める舞鶴市（市長：江守光起、事業管理者：本田安志）・院長（田中明）側と、『高度な医療にはそれなりの費用（税金）がかかり、医療の質を低下させてまで経費削減をするべきではない』とする副院長との対立と言われた。
副院長の退職もあり内科医14名中13名が退職。（肩書きはいずれも当時）   
その後、舞鶴市が大学の医学部、医科大学に内科医の派遣を求め、2名の内科医が派遣されたものの、通常は4～5名程度で行われなくてはならない所を2名で支えなくてはならず、数ヵ月後には退職するに至った。舞鶴市は引き続き内科医の派遣を要請したが、有効な手段が打てないまま、内科医不在が2年も続く事態となった。
2006年（平成18年）1月、依然として内科医が派遣されない状況が続き、外科医などを派遣する大学病院から「このまま内科医が派遣されない事態が続くなら、引き揚げる」との通告を受け、自力再建を断念。
一部、国家公務員共済組合連合会・舞鶴共済病院に移管するなど、規模を縮小した上で同年4月より医療法人社団恵心会京都武田病院に業務を委託することを決定した。
しかしながらあまりにも短期間だったため、京都武田病院側の受入準備が思うように進まず、計画は延期されることになり、計画は白紙化。
7月には外科等も通告通り引き揚げた為、医師が院長1名と内科医1名という異常な状態に陥ったが、看護師・薬剤師・技師・事務の大部分は残留したため、人件費はほぼ不変であった。 医師不在により、入院患者2名、外来患者15-20人/月となり、毎月約8,000万円の赤字を計上しつづけた。

### その後
江守市長は防衛庁に医師の派遣を頼み、9月末までと期間を限定し自衛隊舞鶴病院及び舞鶴地方総監部舞鶴衛生隊の医官8名を非常勤で派遣し、常時1人が平日夜や土日などに当直を行った。
舞鶴市も京都武田病院に変わる受入先を探し、2006年8月に兵庫県の医療法人社団・愛明会明石回生病院へと委託先を変更、10月より常勤医師4名が派遣され、
常勤医4名とともに非常勤医11名の体制に戻り、内科・外科等8科の受入が開始した。
また2007年1月9日には新たに産婦人科（現在は無し）と整形外科の常勤医師2人が着任し、受入病床が60床まで回復した。
また2007年（平成19年）2月、任期満了に伴う市長選挙で、江守・前市長の後継候補ではない齋藤彰が当選し、江守市政自体の民間委託化を白紙化、市民病院のあり方を検討する委員会が設置された。
2007年4月末で医療法人社団愛明会明石回生病院理事長の西垣秀尊は「齋藤彰市長が就任し、江守・前市長が出した民間委託方針が見直されることになった。選挙後3月末で医師を引き揚げたい」と市に伝えたといわれる。一方、5月以降に赴任するよう同市と同法人が調整していた消化器内科医の着任が困難になったたま、同法人は舞鶴市に4月末で医師を引き上げた。
なお2007年11月に神経内科医師1名が着任、更に2008年（平成20年）1月に内科医が1名着任。2011年、医療法人医誠会・東舞鶴病院 前院長の小谷澄夫が院長に就任した。
これらの経緯を踏まえ、舞鶴市民病院は療養型病床に特化した病院として移転整備を行うことになり、2012年度に療養型病床を従来の48床から56床に増床して一般病床142床を休止。2014年（平成26年）4月末に、療養型病棟のみ100床の病院として舞鶴赤十字病院隣接地へ移転した。
2009年3月時点で常勤医師6名、2009年度経営支援補助金予算額9億6千万円（舞鶴市民病院だより21年6月）。
2012年度の病院事業会計は11億6503万円の予算を配分。2013年度の病院事業会計は14億7840万円を計上。

## 大量辞職前までの研修制度
2003年に当時の副院長（松村理司）が退職するまで、舞鶴市民病院は全国でも有名な研修機関として知られた。
副院長は日本の研修制度に問題があると考え、米国式の研修医制度を導入し、日本国外より臨床教授を招き、徹底した研修を行っていた。
このことから多くの研修医が研修のために舞鶴市民病院に所属していたが、新たな研修医制度の導入により研修医は大学病院に引き揚げられる事となった。